# Terry Higgins
Terrence Lionel Seymour Higgins (10 de junho de 1945 – 4 de julho de 1982) foi uma das primeiras pessoas conhecidas a morrer de uma doença relacionada à AIDS no Reino Unido.

## Biografia
Nascido em Pembrokeshire, País de Gales, Higgins deixou Haverfordwest ainda adolescente por se sentir alienado por causa de sua sexualidade. Ele morava em Londres e trabalhava como repórter do Hansard na Câmara dos Comuns durante o dia e como barman de boate e disc jockey à noite. Ele viajou para Nova Iorque e Amsterdã como DJ na década de 1970. Higgins desmaiou na boate Heaven enquanto trabalhava e foi internado no St Thomas' Hospital, em Londres, onde morreu de pneumonia por Pneumocystis e leucoencefalopatia multifocal progressiva em 4 de julho de 1982 aos 37 anos.

## Legado
Martyn Butler, Rupert Whitaker e Tony Calvert iniciaram a formação do Terry Higgins Trust em 1982 com um grupo de membros da comunidade preocupados e amigos de Terry, incluindo Len Robinson e Chris Peel; dedicou-se a prevenir a propagação do HIV, promover a sensibilização para a AIDS e fornecer serviços de apoio às pessoas com a doença.